# Себастиан Фетел
Себастиан Фетел (на немски: Sebastian Vettel) е германски автомобилен състезател и пилот от Формула 1, роден на 3 юли 1987 г. в Хепенхайм, Германия. Последно се състезава за отбора на Астон Мартин и прекратява кариерата си след края на сезон 2022 г.
Става световен шампион за 2010 г. на възраст 23 години и 134 дни с което поставя рекорд за най-млад световен шампион. През 2012 г. става най-младият трикратен световен шампион на 25 години и 146 дни и едва третият състезател, печелил три поредни титли в историята на спорта след Хуан Мануел Фанджо и Михаел Шумахер. През 2013 г. става най-младият четирикратен световен шампион в историята на Формула 1. Фетел подписва със Скудерия Ферари през 2015 г. на мястото на Фернандо Алонсо и става най-близкият съперник на Мерцедес и Луис Хамилтън в две битки за титлата през 2017 г. и 2018 г., въпреки че и през двете години завършва на второ място. Той се разделя с Ферари в края на сезон 2020 г., за да се състезава за Астън Мартин в сезоните 2021 и 2022 г., преди да се оттегли от Формула 1 в края на сезон 2022 г.

## Кариера

### Начало в моторния спорт
Още от 7-годишен Фетел активно се занимава с моторните спортове. Успешно се състезава в картинг сериите, докато през 2003 г. преминава във Формула категориите.
През 2004 г. с отбора на Мюке моторспорт (Mücke Motorsport) става шампион на Формула БМВ. През сезона има 18 победи от 20 състезания, което е рекорд.
През 2006 г. Фетел е пилот във Формула-3-Евросерии, като завършва втори в крайното класиране. Същата година прави участия и в Световни серии на Рено. Тогава подписва договор за тестов пилот на отбора БМВ Заубер. Назначен е за петъчен тестов пилот през август 2006 г. В дебюта си за Голямата награда на Турция, става най-младият пилот в историята на Формула 1, достигнал първо място в петъчната тренировка.
През сезон 2007 той последователно е тест пилот, а след това и заместник пилот на БМВ Заубер. По това време в отбора са още Ник Хайдфелд и Роберт Кубица. Тъй като е забранено притежанието на трети автомобил, един от двамата трябва да отстъпва пилотското място на Фетел по време на свободните трениравки. Поради множество критики след края на състезанието за Голямата награда на Бахрейн, БМВ Заубер се отказва от участието на Себастиан като петъчен тестпилот.

## Формула 1

### БМВ Заубер
След тежкия инцидент на Кубица при участието в Голяма награда на Канада 2007 в Монреал, Фетел става първи пилот на отбора. Той става най-младият участник в историята на Формула 1 и поради невероятните си постижения е наречен „детето чудо“ във Формула 1. В състезанието за Голяма награда на САЩ, на 17 юни 2007, той прави своя дебют във Формула 1. Тогава в квалификациите печели 7-о място. Състезанието обаче протича незадоволително. Поради проблем в спирачките губи позиции и завършва осми, с една спечелена точка. На 19 години и 350 дни Фетел става най-младият участник във Формула 1, спечелил точки.

### Торо Росо
На 31 юли 2007, преди състезанието за Голяма награда на Унгария, Себастиан Фетел се премества в отбора на Скудерия Торо Росо за остатъка от сезона. Предпоставка за това е и свободното пускане на Фетел от БМВ Заубер. Поради протакане на нещата Фетел участва в следващото състезание без да тества автомобила си.
Състезанието в Унгария протича хаотично и на мокра писта. Фетел се бори за третата позиция, но отпада. По време на излизането на кола за сигурност Фетел се блъсва в Марк Уебър. Впоследствие Фетел признава вината за сблъсъка и е наказан с 10 места за следващото състезание. От любителско видео обаче става ясно, че Луис Хамилтън е причинил инцидента с маневра на спирачките. Не последва наказание. През следващото състезание в Шанхай Себастиан завършва четвърти, което е най-добрият му резултат дотогава във Формула 1.
През сезон 2008 съотборник на Фетел в Торо Росо става Себастиан Бурде.
На 14 септември 2008 година Фетел печели първото си състезание във Формула 1. Той е на първо място и в квалификациите и така става най-младият пилот във Ф1, спечелил квалификация и състезание (на 21 г.).

### Ред Бул
След края на сезон 2008 Фетел премина в по-големия брат на Скудерия Торо Росо – Ред Бул Рейсинг и заема мястото на Дейвид Култард.
В третото състезание за сезон 2009 (Голяма награда на Китай), Фетел се представя отлично, като печели първа позиция на старта, а ден по-късно постига втората победа в кариерата си, в състезание, проведено изцяло при непрекъснат дъжд.

### Първа световна титла
В сезон 2010 Себастиан Фетел се представя отлично. Има 19 старта, 5 победи, 10 подиума и 256 точки, с които става световен шампион във Формула 1 на Голяма награда на Абу Даби пред Фернандо Алонсо с 252 точки. През декември 2010 година е избран за най-добър спортист на Германия. За повечето фенове на Формула 1 сезон 2010 е един от най-интересните за всички времена. Последният кръг от сезон 2010 се провежда в Абу Даби. Главните претенденти за титлата са Фернандо Алонсо с Ферари и Марк Уебър с Ред Бул, пилотите на Макларън Бътън и Хамилтън имат само математически шансове за титлата. До старта и до първите няколко обиколки повечето хора смятат, че Фетел няма шансове за титлата, но грешна стратегия от страна на Ферари изпарява шансовете на Алонсо за трета световна титла в най-атрактивната надпревара.

### Сезон 2011
Фетел започва кампанията по защитата на световната титла много успешно, като печели в Австралия, Малайзия, Турция, Испания, Монако, Европа, Белгия, Италия и Сингапур. Няма състезание през сезон 2011, в което не се е качвал на подиума освен Германия. Печели втората си световна титла предсрочно в Япония четири състезания преди края на сезона.
През сезона печели 15 полпозишъна, 11 победи и се качва общо 17 пъти на подиума в 19 състезания, ставайки най-младият двукратен световен шампион.

### Сезон 2012
Третата си титла печели през 2012 г. Болидът му не е достатъчно бърз в началото на сезона, но започвайки от Гран При на Сингапур Фетел печели четири поредни състезания. Въпреки завъртане в решителното последно състезание в Бразилия, Фетел успява да достигне шестата позиция в крайното класиране, която му е достатъчна за спечелването на титлата.

## Друго
За разлика от повечето свои колеги Себастиан Фетел няма собствен мениджър. За работите и делата си той се грижи сам.

## Успехи
- 2001: Европейски шампион за юноши по картинг
- 2004: Победител във Формула БМВ
- 2006: Вицешампион Формула-3-Евросерии
- 2010, 2011, 2012, 2013: Световен шампион във Формула 1

### Формула 1 сезони
| Сезон | Отбор      | Номер | Състезания | Класиране | Точки | Победи | Първи позиции | НБО | Съотборници           |
| ----- | ---------- | ----- | ---------- | --------- | ----- | ------ | ------------- | --- | --------------------- |
| 2007  | БМВ Заубер | 10    | 1          | 14        | 1     | –      | –             | -   | Ник Хайдфелд (5)      |
| 2007  | Торо Росо  | 19    | 7          | 14        | 5     | –      | –             | -   | Витантонио Лиуци (18) |
| 2008  | Торо Росо  | 15    | 18         | 8         | 35    | 1      | 1             | 0   | Себастиан Бурде (18)  |
| 2009  | Ред Бул    | 15    | 17         | 2         | 84    | 4      | 4             | 3   | Марк Уебър (18)       |
| 2010  | Ред Бул    | 3     | 19         | 1         | 256   | 5      | 10            | 3   | Марк Уебър (18)       |
| 2011  | Ред Бул    | 1     | 19         | 1         | 392   | 11     | 15            | 3   | Марк Уебър (18)       |
| 2012  | Ред Бул    | 1     | 20         | 1         | 281   | 5      | 6             | 6   | Марк Уебър (18)       |

## Постижения
- Най-много точки за един сезон: 392 (2011)
- Най-много стартове от първия ред за един сезон: 18 (2011)
- Най-много първи позиции за сезон: 15 (2011)
- Най-много обиколки, в които води за сезон:	739 (2011)
- Най-много победи от първа позиция за сезон:	9 (2011)
- Най-млад пилот в Гран При: 19 години, 53 дни 2006 Голяма награда на Турция
- Най-млад пилот записал най-бърза обиколка в официално Гран При: 19 години, 53 дни 2006 Голяма награда на Турция
- Най-млад пилот спечелил точка във Формула 1:	19 години, 349 дни 2007 Голяма награда на САЩ
- Най-младият лидер в състезание за най-малко една обиколка: 20 години, 89 дни 2007 Голяма награда на Япония
- Най-младият състезател, спечелил Първа позиция: 21 години, 72 дни 2008 Голяма награда на Италия
- Най-младият състезател, който завършва на подиума: 21 години, 72 дни 2008 Голяма награда на Италия
- Най-млад победител в Гран При:	21 години, 72 дни 2008 Голяма награда на Италия
- Най-младият състезател, който отбелязва дубъл (Първа позиция и победа): 21 години, 72 дни 2008 Голяма награда на Италия
- Най-младият състезател, който отбелязва трипъл (полпозишън, победа и най-бърза обиколка): 2009 Голяма награда на Великобритания
- Най-млад пилот с „Голям шлем“ (полпозишън, победа, най-бърза обиколка и води цялото състезание): 2011 Голяма награда на Индия
- Най-младият пилот завършил на втора позиция в шампионата: 22 години, 121 дни (2009)
- Най-младият световен шампион: 23 години, 135 дни (2010)
- Най-младият двукратен световен шампион: 24 години, 98 дни (2011)
- най-младият трикратен световен шампион: 25 години, 145 дни (2012)
- най-младият четирикратен световен шампион: 26 години, 116 дни (2013)